# Helton Arruda
Helton da Silva Arruda (* 18. května 1978, São Gonçalo, Brazílie), známý také jako Hélton, je brazilský fotbalový brankář a reprezentant, od roku 2005 hraje za portugalský klub FC Porto.
S Portem vyhrál celou řadu trofejí včetně triumfu v Evropské lize 2010/11.

## Reprezentační kariéra
Zúčastnil se Mistrovství světa hráčů do 20 let 1997 v Malajsii, kde mladí Brazilci vypadli ve čtvrtfinále s Argentinou po porážce 0:2.
Hélton nastoupil ve 4 zápasech za brazilský olympijský výběr do 23 let na LOH 2000 v Sydney.
V A-mužstvu Brazílie nastoupil v letech 2006 a 2007 celkem ke třem zápasům.